# Biologia evolutiva do desenvolvimento
Biologia evolutiva do desenvolvimento (evolução do desenvolvimento) é um campo da biologia que compara os processos de desenvolvimento de diferentes seres vivos como uma tentativa de determinar a relação ancestral entre organismos e como os processos de desenvolvimento evoluíram. A descoberta de genes regulando o desenvolvimento em organismos-modelo permitiu serem feitas comparações com genes e interações entre genes de organismos aparentados.

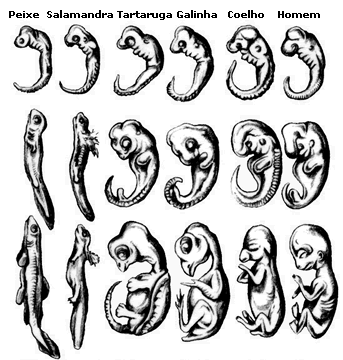
Desenvolvimento

A biologia evolutiva do desenvolvimento aborda comparativamente os mecanismos e sequências do desenvolvimento embrionário, de modo a esclarecer como os genes poderiam  produzir novas formas, funções e comportamentos durante o curso da evolução. O desenvolvimento possui uma grande importância para o entendimento  da evolução dos organismos multicelulares, uma vez que é a partir dele que a forma orgânica adulta é originada.
Dessa forma, toda novidade morfológica pode ser também o resultado de alterações durante o desenvolvimento. No entanto, a biologia do desenvolvimento permaneceu por muito tempo à margem da síntese evolutiva, e somente a partir dos anos 1980 que o desenvolvimento ganhou um destaque maior no campo da evolução,a partir da descoberta de genes que regulam o desenvolvimento embrionário em organismos-modelo.
Foi durante os anos 80 e os 90 mais dados comparativos de seqüências moleculares entre diferentes tipos de organismos foram massivamente produzidos e detalharam o entendimento das bases moleculares dos mecanismos de desenvolvimento que são codificados por esses genes tornou-se mais claro. Biologia evolutiva do desenvolvimento surgiu em reposta a esses dados.

## Desenvolvimento e a origem da novidade
Um dos resultados mais surpreendentes e talvez, contra-intuitivos dessa pesquisa em biologia evolutiva do desenvolvimento feita nesse período é que tanto a diversidade de planos corporais quanto a morfológica em organismos de diversos filos não é necessariamente refletida em diversidade similar ao nível de sequências genéticas controlando o desenvolvimento. De fato, como Gerhart e Kirschner (1997) perceberam, há um aparente paradoxo: "quando nós mais esperávamos encontrar variação, encontramos conservação, uma falta de mudança".
Mesmo dentro de uma espécie, a ocorrência de novas formas dentro de uma população não indica a pré-existência de variação genética suficiente para responder pela diversidade morfológica. Por exemplo, há significante variação na morfologia das patas de salamandras e diferenças no número de segmentos de centípedes, mesmo quando a variação genética é baixa.
Uma grande questão, então, para os estudos de evolução do desenvolvimento, é: de onde vem a novidade morfológica? Se a novidade que observamos no nível de diferentes clados não é sempre refletida no genoma, então de onde ela vem?
A novidade pode surgir através de diversos métodos incluindo duplicação de genes e regulação genética. Duplicação de genes permite a fixação de uma função celular ou bioquímica em um locus, deixando o locus duplicado livre para modificar-se e exercer uma nova função. Em contraste, mudanças na regulação genética, são um efeito de uma "segunda ordem", resultando da interação ou de períodos de tempo de toda rede de interações genéticas, de forma distinta do funcionamento de genes individuais na rede de interações.
A descoberta da família homeótica dos genes Hox nos vertebrados nos anos 80 permitiu aos pesquisadores em biologia do desenvolvimento avaliarem empiricamente os papéis relativos dos dois fatores, com respeito à importância na evolução da diversidade morfológica. Vários biólogos, incluindo Sean B. Carroll da Universidade de Winsconsin sugeriram que "mudanças nos sistemas de regulação-cis dos genes" são mais significantes que "mudanças no número de genes ou função proteica" (Carroll 2000).
Esses pesquisadores argumentam que a natureza combinada da regulação na transcrição permite um rico substrato para diversidade morfológica, já que variações em nível, padrão, ou períodos de expressão genética podem fornecer mais variação para que a seleção natural aja sobre que modificações no produto do gene apenas.

## Exemplo ilustrativo da Evo-devo

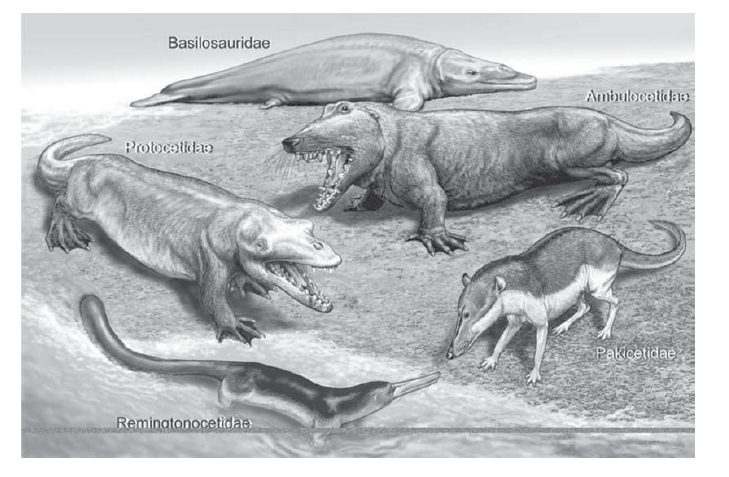
As mudanças no plano corporal dos cetáceos durante os primeiros dez milhões de anos de evolução do clado.

A evolução dos cetáceos pode ser utilizada como um exemplo para ilustrar a contribuição do desenvolvimento para a explicação da evolução da forma orgânica.
O plano corporal dos cetáceos possui várias modificações em relação ao padrão mais usual nos mamíferos, que tiveram papel central em sua especialização para a vida aquática. Como exemplo, podemos citar as modificações cranianas que resultaram no posicionamento dorsal das narinas, e alterações da porção caudal da coluna vertebral resultaram no desenvolvimento do tecido cartilaginoso que deu origem à nadadeira caudal típica dos cetáceos. Ainda mais notórias são as mudanças sofridas pelos membros. Os membros anteriores tornaram-se nadadeiras, com os dedos individuais não podendo ser distinguidos, graças ao surgimento de membranas interdigitais, enquanto os membros posteriores apresentam variados graus de redução nos diferentes grupos de cetáceos.
Em cetáceos modernos, esses membros estão ausentes, mas alguns elementos ósseos permanecem dentro de seu corpo. Muito raramente, nascem cetáceos modernos com pequenos membros traseiros. Além disso, o pescoço dos cetáceos é curto e seu corpo é hidrodinâmico. Apesar da variação em seu tamanho corporal, todos os cetáceos modernos são relativamente similares em sua forma, apresentando estes caracteres derivados.
Pouco tempo atrás, Thewissen e colaboradores (2006) elaboraram uma interessante hipótese para a evolução dos membros posteriores dos cetáceos, ponto fundamental na evolução do plano corporal do grupo. Baseando-se em dados paleontológicos e de biologia do desenvolvimento, os autores propõem uma filogenia para o grupo que está de acordo com as narrativas anteriores sobre sua evolução, mas traz novidades muito importantes no que diz respeito aos mecanismos envolvidos. A explicação que apresentam para a ausência de membros posteriores nos cetáceos é apoiada por evidências paleontológicas, funcionais e do desenvolvimento.

## Genes Hox e o desenvolvimento animal
Durante o processo de desenvolvimento, é necessário a atuação de diversas proteínas diferentes. Os fatores de transcrição, por exemplo, são proteínas que se ligam às sequências de DNA próximas a genes específicos, e os ativa, fazendo com que eles sejam expressos. Dentre os muitos genes que codificam fatores de transcrição, estão os genes Hox, que permitem que os segmentos do corpo mantenham a sua identidade e expressem adequadamente as suas características.
Estes genes homeóticos, que são também conhecidos como genes Hox devido a um elemento característico na sua seqüência de nucleotídeos,a homeobox, são genes de extrema importância, pois cada um destes controla a expressão de milhares de outros genes.Um homeobox é um segmento de uma seqüência de DNA encontrado em genes envolvidos na regulação do desenvolvimento (morfogênese) de animais, fungos e plantas. Genes que têm um home box são chamados de genes homeobox e formam a família de genes homeobox. Um homeobox mede cerca de 180 pares de bases; ele codifica um domínio de proteínas (o "homeo domínio") que pode ligar o DNA. Genes homeobox codificam fatores de transcrição que tipicamente ativam outros genes numa reação em cadeia, como por exemplo, todos os necessário para o correto desenvolvimento de uma perna.  Os genes Hox, portanto, são fundamentais  na construção do corpo, e mutações nestes genes geralmente acarretam conseqüências gravíssimas.
A descoberta destes genes-mestres da organização do corpo da Drosophila, e o fato de que a organização segmentar do corpo, com elementos característicos em cada segmento, pode ser observada em muitos grupos de animais, inclusive nos mamíferos,  possibilitou pesquisas sobre genes com funções parecidas nos demais animais pertencentes à clade Bilatéria. A resposta era tanto chocante quanto de grande beleza, pois se demonstrou não somente a existência de genes homólogos aos Hox de Drosophila em todos os Bilateria, como também a conservação do seu padrão de expressão ao longo do eixo ântero-posterior. O que foi ainda mais surpreendente é a descoberta de que não somente existem homólogos destes genes homeóticos em quase todos os grupos de animais, mas que também a sua organização gênica foi mantida ao longo da evolução dos grupos.

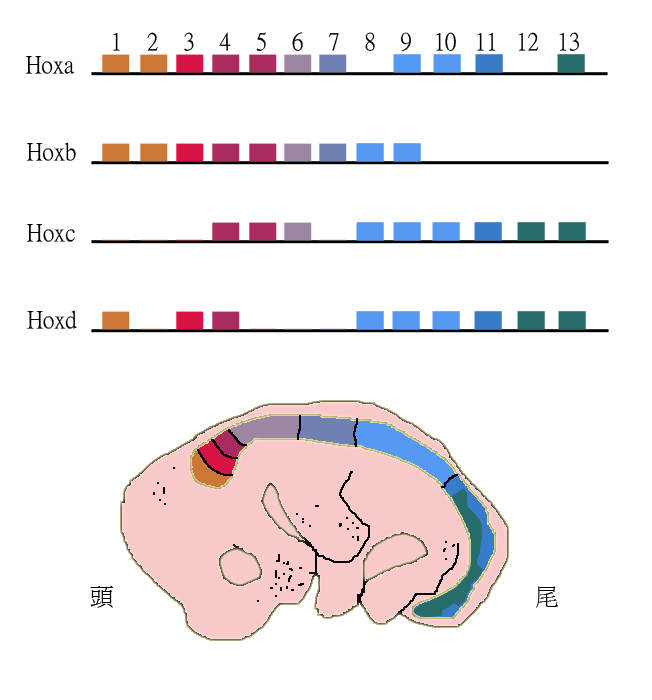
Genes Hox de ratos

A conservação desses genes em organismos tão diferenciados levaram os cientistas a pensar em como explicar formas tão variadas sem grandes mudanças nos genes Hox. Uma das respostas para esse fato, é que o local onde esse gene será expresso pode se alterar, o que irá ocasionar uma mudança na estrutura do organismo que está se formando.
Para ilustrar melhor esse mecanismo, podemos citar o seguinte exemplo: Vertebrados diferem entre si na composição de sua coluna vertebral: alguns têm pescoços longos (o ganso, por exemplo), outros possuem pescoços curtos (o camundongo), enquanto outros nem possuem pescoço (as cobras, por exemplo, possuem muitas vértebras, mas elas são torácicas – com costelas – e não cervicais, características do pescoço). Estudos do desenvolvimento dos vertebrados revelaram que há um gene (chamado de Hoxc6), que é expresso na coluna vertebral. A fronteira de sua expressão na coluna sinaliza onde deverá ocorrer a transição entre vértebras cervicais e torácicas. Portanto, a origem de um plano corporal com um pescoço mais longo ou curto pode ser produzida pelo deslocamento da região em que o gene Hoxc6 é expresso. As cobras representam um caso extremo: a região de expressão do Hoxc6 foi tão deslocada anteriormente (em direção à cabeça) que nem há formação de vértebras cervicais: seu corpo longo resulta de perda do pescoço e aumento do tórax. É importante notar que o gene Hoxc6 é muito semelhante em cobras e gansos. O que muda é a região em que ele é expresso e isso ocorreu porque os interruptores que o regulam mudaram ao longo da evolução.
Além disso, pequenas variações nos genes Hox podem alterar significativamente a forma como eles interagem com outros genes. Essa mudança nos padrões de expressão desses genes geralmente levam a modificações catastróficas nos padrões de organização do corpo do animal durante o processo evolutivo.

## Considerações Finais
O estudo da biologia do desenvolvimento permitiu a construção de uma teoria mais confiável sobre a origem de novas formas evolutivas. O conhecimento de como planos corporais tão distintos, a partir de um vertebrado ancestral, foram gerados em camundongos e cobras , por exemplo, veio corroborar com a visão darwinista da evolução.
A evo-devo também possibilita a explicação da geração da diversidade dos indivíduos através das grandes mudanças causadas por alterações no desenvolvimento.